# Alleanza Nazionale
Aliança Nacional (italià: Alleanza Nazionale, AN) fou un partit polític conservador italià.

## Història
Es va fundar en gener de 1995, com una renovació del Moviment Social Italià (MSI), partit neofeixista. Des de la seva fundació el líder del partit ha estat Gianfranco Fini, que va guiar al MSI a posicions més moderades. No obstant això, en l'Aliança Nacional coexistien dues tendències, una minoritària, de tendència "post feixista" i altra majoritària, que pren com base el conservadorisme europeu.
A nivell europeu, el partit estava adherit a la Unió per l'Europa de les Nacions, però ja ha anunciant la seva intenció d'unir-se al Partit Popular Europeu. A nivell nacional, el partit era membre de la coalició de centredreta, la Casa de les Llibertats.

## Dissolució
El febrer de 2008, el líder de l'Aliança Nacional Gianfranco Fini, va anunciar en una entrevista la dissolució del partit, i la seva fusió amb Poble de la Llibertat (PDL), nou partit de Silvio Berlusconi. Finalment, la fusió es va confirmar i es va dissoldre. Un grup de l'ala dretana del partit no acceptà la fusió, creant un nou partit polític, La Destra.

## Resultats electorals

### Parlament italià
| Any  | Líder           | Vots           | %    | Diputats  | +/– | Vots           | %           | Senadors | +/- |
| ---- | --------------- | -------------- | ---- | --------- | --- | -------------- | ----------- | -------- | --- |
| 1994 | Gianfranco Fini | 5,214,133 (3r) | 13.5 | 109 / 630 | Nou | Dins el PBG    | Dins el PBG | 48 / 315 | Nou |
| 1996 | Gianfranco Fini | 5,870,491 (3r) | 15.7 | 93 / 630  | 17  | Dins el PpL    | Dins el PpL | 43 / 315 | 5   |
| 2001 | Gianfranco Fini | 4,463,205 (5è) | 12.0 | 99 / 630  | 7   | Dins la CdL    | Dins la CdL | 45 / 315 | 2   |
| 2006 | Gianfranco Fini | 4,706,654 (3r) | 12.3 | 71 / 630  | 18  | 4,234,693 (#3) | 12.2        | 41 / 315 | 4   |

### Parlament Europeu
| Any  | Líder           | Vots           | %    | Escons  | +/– |
| ---- | --------------- | -------------- | ---- | ------- | --- |
| 1994 | Gianfranco Fini | 4,108,670 (3r) | 12.5 | 11 / 87 | Nou |
| 1999 | Gianfranco Fini | 3,202,895 (3r) | 10.3 | 9 / 87  | 2   |
| 2004 | Gianfranco Fini | 3,736,606 (3r) | 11.5 | 9 / 78  | =   |